# Магдалинівська волость
Магдалинівська волость — адміністративно-територіальна одиниця Новомосковського повіту Катеринославської губернії.
Станом на 1886 рік у складі було 10 поселень, 10 громад. Населення 1755 осіб (823 чоловічої статі та 932 — жіночої), 322 дворових господарств.
|                     | Площа, десятин | У тому числі орної, десятин |
| ------------------- | -------------- | --------------------------- |
| Сільських громад    | 1177           | 1035                        |
| Приватної власності | 14621          | 5621                        |
| Іншої власності     | 33             | 6                           |
| Загалом             | 15831          | 6662                        |

Найбільше поселення волості:
- Магдалинівка — слобода над річкою Чаплинка, 604 особи, православна церква.